# Lars Behrendt
Pour les articles homonymes, voir Behrendt.
Lars Behrendt, né le 28 septembre 1973, est un bobeur allemand.

## Carrière
Lars Behrendt est médaillé d'or en bob à quatre aux Championnats du monde de 2000 à Winterberg et médaillé d'argent dans la même discipline aux Championnats du monde de 2001 à Saint-Moritz. Il est aussi médaillé d'argent en bob à deux aux Goodwill Games d'hiver de 2000 de Lake Placid.

## Palmarès

### Championnats monde
- : médaillé d'or en bob à 4 aux championnats monde de 2000.
- : médaillé d'argent en bob à 4 aux championnats monde de 2001.